# Consuelo Araújo Noguera
Consuelo Inés Araújo Noguera (Valledupar, 1 de agosto de 1940-La Mina, Cesar, 29 de septiembre de 2001), conocida como «La Cacica», fue una política, escritora y gestora cultural colombiana, conocida por su impulso a la cultura de la música vallenata y la creación del Festival de la Leyenda Vallenata junto con Rafael Escalona y el dirigente liberal Alfonso López Michelsen. Fue ministra de Cultura durante el gobierno de Andrés Pastrana (1998-2002).
Fue secuestrada y asesinada por las Fuerzas Armadas Revolucionarias de Colombia - Ejército del Pueblo (FARC-EP), en medio de operaciones de rescate.

## Biografía

### Familia
Nació en el hogar de Santander Araújo y Blanca Noguera. Sus hermanos son Jaime, Alfredo, Mireya, Elvira, Álvaro, Emelina, Rodolfo e Isabel.
Tras la muerte de su padre, cuando Consuelo tenía 14 años de edad, no pudo seguir asistiendo al colegio ya que las mujeres de la familia fueron las encargadas de proveer económicamente para los estudios de los hombres del hogar.
A sus 18 años, contrajo matrimonio con Hernando Molina Céspedes, de cuya unión nacieron Rodolfo, Hernando Nandito, Ricardo, María Mercedes y Andrés Alfredo Molina Araújo.La pareja se divorció entre 1978 y 1979.

En 1979, Consuelo contrajo matrimonio con Edgardo Maya Villazón, El ñaño,y causó controversia en Valledupar por la diferencia de edad, ya que Consuelo aventajaba a Edgardo Maya por 11 años y ella era una mujer casada y con cinco hijos.Debido a la presión social que enfrentaron se radicaron en Bogotá. De esta unión nació Edgardo José Maya Araújo.

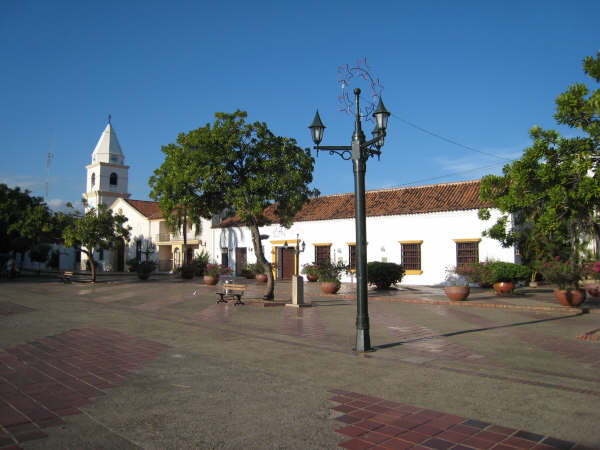
Casa colonial de Hernando Molina Céspedes y Consuelo Araújo Noguera, frente a la Plaza Alfonso López de Valledupar, plaza donde se realizaron los primeros 36 Festivales Vallenatos.

Consuelo Araújo era reconocida por su columna «La Carta Vallenata», un espacio de opinión en el periódico colombiano El Espectador, la cual mantuvo por 22 años. Fue su matrimonio con el abogado, militar y hacendado Hernando Molina Céspedes, lo que le daría acceso al llamado Grupo de Barranquilla, al que también pertenecían personajes como Álvaro Cepeda Samudio, Cecilia Porras y Gabriel García Márquez. Además tenían otros amigos en común como su paisano patillalero Rafael Escalona, quien también frecuentaba al grupo de artistas. Muchos de estos personajes fueron sus invitados a su casona colonial en la plaza Mayor de Valledupar.

### Festival de la Leyenda Vallenata
En 1968 lideró la creación de un festival de música vallenata, tarea para la cual se unió con su amigo el compositor Rafael Escalona y fueron a presentarle la propuesta al entonces Gobernador del Cesar, Alfonso López Michelsen. Ese mismo año se realizó la primera versión del Festival de la Leyenda Vallenata en Valledupar. 
En 1969, durante dicho festival el periodista Hernando Giraldo «rebautizó» a Consuelo Araújo con el pseudónimo de «La Cacica» como sería conocida popularmente desde entonces, por dirigir el Festival durante treinta años.
Durante el gobierno de su amigo, Alfonso López Michelsen, Consuelo fue nombrada cónsul de Colombia en Sevilla, España, entre 1974 y 1978.

### El Nobel de García Márquez (1982)
El 8 de diciembre de 1982, Consuelo Araújo fue la encargada de organizar y liderar la comitiva vallenata que acompañaría al escritor colombiano Gabriel García Márquez a la ceremonia del Premio Nobel de Literatura en el Aoso Gymnasum de Estocolmo, Suecia. Los Hermanos López y Los Hermanos Zuleta acompañaron a la comitiva de García Márquez a ritmo de vallenato.

«Cuando las notas de Emilianito y la voz prodigiosa de Poncho comenzaron a cantar, cuando en un rapto de emoción Poncho me pasó el micrófono para que le ayudara en el coro, vi detrás de mis propias lágrimas, a Tachia Quintana —una vasca amiga de los García Barcha— con la cara entre sus manos, presa de un llanto compulsivo. Después ella misma me dijo que cuando sonó el primer acorde casi grita, porque estaba pensando en ese paseo que García Márquez le enseñó hacía más de 20 años en París, cuando no tenían calefacción ni mucha comida».

«Fue algo apoteósico, delirante, mágico. Los aplausos que retumbaban en el salón hicieron que Emiliano y Pedro y Pablo acometieran los compases de la ‘Patillalera’ que fue recibida con otra ovación y con Gabo echado hacia bien atrás en su silla para poder mirar hacia donde estábamos los descendientes de Francisco el Hombre rindiéndole a él el tributo de nuestra admiración».
- Consuelo Araújo, describiendo la presentación de Poncho y Emilianito en Suecia.

Además de Poncho y Emilianito, en representación del género vallenato asistieron Pablo López y Rafael Escalona.

### Medios de comunicación
Fue directora del programa radial «La Cacica comenta» entre 1983 y 1989 en la emisora que adquirió su familia bajo «Vallenatos Asociados LTDA» en 1987; Radio Guatapurí en Valledupar. Su programa le sirvió de plataforma para atacar a contrincantes políticos, denunciar actos de corrupción, acercarse al público e impulsar el folclor de la música vallenata y otros temas culturales.

### Política
Se opuso a la intimidación que el grupo armado FARC-EP pretendía imponer en la región, a pesar de las continuas amenazas que esta organización profería contra ella. El clan Gnecco Cerchar, originario del sur de La Guajira fue invitado a participar en la política del departamento del Cesar por parte del clan Araújo, debido a las grandes sumas de dinero que poseían. La política cesarense se encontraba sin liquidez debido a la crisis económica generada por la crisis del algodón y el embate de las guerrillas de las FARC-EP y el ELN contra finqueros del departamento. Los Araújo apoyaron la primera gobernación de Lucas Gnecco Cerchar.
Consuelo Araújo fue nombrada gerente de la lotería La Vallenata por el gobernador Gnecco.
Candidata a la gobernación del Cesar (1997)
Para las elecciones regionales del 26 de octubre de 1997 Consuelo Araújo se postuló como candidata a la gobernación del Cesar con el lema Para que vuelvan los buenos tiempos, en representación del movimiento político ALAS y se enfrentó a sus otroras aliados políticos, los Gnecco. El candidato a la gobernación de los Gnecco fue Lucas quien ganó las elecciones en medio de acusaciones de «corrupción electoral».
Los Niños del Vallenato y Bill Clinton
En 1999 creó la agrupación vallenata infantil «Los Niños del Vallenato» junto con Andrés «el Turco» Gil, con los que viajó a Washington, invitados por el entonces presidente de los Estados Unidos, Bill Clinton y realizaron una presentación en la Casa Blanca.

#### Ministra de Cultura (2000-2001)
En 2000 fue nombrada Ministra de Cultura de Colombia en el gobierno de Andrés Pastrana, desde donde afianzó su lucha por preservar el folclor nacional, para lo que tomó decisiones altamente controvertidas, entre ellas la proposición de financiar únicamente las manifestaciones autóctonas del país. En esta determinación hubo posiciones encontradas entre quienes la apoyaban para preservar el folclore y los que apoyaban la diversidad cultural. Tuvo que entregar su cargo en marzo de 2001, debido a que su esposo Edgardo Maya fue designado Procurador general de la Nación.

## Secuestro y asesinato
El 24 de septiembre de 2001, Consuelo Araújo fue hasta el corregimiento de Patillal (Valledupar) porque quería acompañar una procesión de la Virgen. En un punto de la carretera, cuando regresaba en una caravana, había un retén con hombres vestidos de camuflado. Ella pensó que se trataba del Ejército Nacional, pero en realidad eran guerrilleros del frente 59 de las FARC-EP, comandados por Simón Trinidad, quienes se la llevaron junto con 20 personas más. Los operativos de rescate comenzaron inmediatamente por parte del Ejército Nacional. Cada día se liberaron personas que venían en la caravana a medida que la presión de las fuerzas militares aumentaba.
En la mañana del 30 de septiembre, cuando el Ejército Nacional en medio del combate con las FARC-EP, los guerrilleros la asesinaron a quemarropa y abandonaron el cadáver. Le dispararon cinco veces a Consuelo, quien murió de inmediato, vestida con un camuflado. En 2019, sus nietos e hijos contaron que, de acuerdo con las investigaciones, antes de morir habría forcejeado con alguien, pues en su mano tenía cabello de otra persona.
En 2019, Solís Almeida, excomandante las FARC-EP en el Cesar, admitió la responsabilidad del grupo guerrillero en el asesinato de Consuelo, indicando que había sido un error y que “Lo que hicieron esos compañeros no fue autorizado (…) no tenían ni siquiera la noción de qué era lo que estaban haciendo, del error tan grande que habían cometido”. Para la familia, ese argumento no exime su culpa ni justifica de forma alguna las violaciones al Derecho Internacional Humanitario, teniendo en cuenta que la secuestraron siendo una civil y no le garantizaron su vida, salud y dignidad.
Fue sepultada en el Cementerio Central de Valledupar. El Parque de la Leyenda Vallenata recibió su nombre en homenaje.

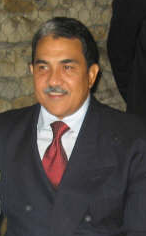
Hernando Molina Araújo, hijo de Consuelo Araújo Noguera.

## Familia
Casada con Hernando Molina. un hombre 3 años mayor que ella, de familia acaudalada, con haciendas en Patillal, abogado, quien tenía conexiones personales en Bogotá y fue considerado de las primeras personas que llevó el vallenato a la alta sociedad bogotana. Entre estos figuraban Alfonso López Michelsen, quien tenía parentesco ligado a Valledupar por su lado materno y atendía tierras heredadas en la región (finca 'El Diluvio, en Mariangola), Rafael Rivas Posada, Miguel Santamaría, Jaime Posada y Jaime García Parra.
Su hermano Rodolfo Araújo Noguera estuvo casado con Elsa Palmera, hermana de Ricardo PalmeraSimón Trinidad, guerrillero de las FARC-EP.
Tres de sus sobrinos, hijos de Álvaro Araújo Noguera, han participado en la política nacional; Álvaro, María Consuelo «La Conchi» y Sergio Araújo Castro. Su hermano y su sobrino, además de su hijo Hernando, quien fue gobernador del Cesar, estuvieron involucrados en el escándalo de la parapolítica. Rodolfo, quien padeció un secuestro por parte del ELN, ha sido Presidente de la Fundación Festival de la Leyenda Vallenata, mientras que Andrés Alfredo ha sido locutor y comunicador de Radio Guatapurí, emisora radial de propiedad de la familia.
En 2014, su hijo Ricardo asesinó en estado de embriaguez a su esposa Sildana Maestre, en un hecho de violencia intrafamiliar. Ricardo fue encarcelado.
Jaime Araújo Rentería es su sobrino, hijo de su hermano Jaime Araújo Noguera.

## Publicaciones
Consuelo Araújo publicó tres libros sobre la cultura vallenata:
- Vallenatologia, orígenes y fundamentos de la música Vallenata, Bogotá, Ediciones Tercer Mundo (1973).
- Escalona, El hombre y el mito, Bogotá, Editorial Planeta (1998).
- Lexicón del Valle de Upar, voces, modismos, giros, interjecciones, locuciones, dichos, refranes y coplas del habla popular vallenata, Bogotá, Instituto Caro y Cuervo (1994).[37]
- Trilogía Vallenata, Homenaje a Consuelo Araujo Noguera, Bogotá, Editorial Babilonia (2002). (Recopilación en uno de los tres libros publicados anteriormente) ISBN 958-33-3360-3

Por 22 años escribió en la columna «La Carta Vallenata», en el periódico colombiano El Espectador.

## Filmografía  inspirada en Consuelo
En 2017 Caracol Televisión estrenó la serie de televisión La Cacica, protagonizada por la actriz samaria Viña Machado, y por la sincelejana Valeria Henríquez en el papel de Consuelo Araújo Noguera.

## Homenajes
- La pilonera mayor, una estatua en la ciudad de Valledupar, en la rotonda contigua al Parque de la Leyenda Vallenata. Consuelo fue la principal impulsora del Desfile de las piloneras que da apertura a cada año al Festival Vallenato.[38]

- El Parque de la Leyenda Vallenata 'Consuelo Araújo Noguera'

- La Institución Educativa Consuelo Araújo Noguera, fue inaugurada el 11 de marzo de 2002 en Valledupar.[39]

- Biblioteca Pública Municipal Consuelo Araújo Noguera, Ubicada en Pajarito (Boyacá).[40]